# Andalusisch
Het Andalusisch of Andaloesisch is een dialect van het Spaans dat wordt gesproken in Andalusië en in de steden Ceuta en Melilla (Marokko, Noord-Afrika). Het dialect dat op de Canarische Eilanden wordt gesproken lijkt zeer sterk op het Andalusisch. Ook in de zuidelijke helft van Extremadura spreekt men een dergelijk dialect.
Typerend voor dit dialect is de uitspraak van de c (voor de e en i) en de z; deze worden niet uitgesproken zoals de th in het Engelse think maar als een s. Dit verschijnsel wordt seseo genoemd. Daarnaast is de d altijd stom aan het eind van een woord, waar andere Spanjaarden de letter d nog zachtjes laten horen. Ook als de d niet de laatste letter is, kan deze nog wegvallen, als op een na laatste letter bijvoorbeeld. Een woord als hablado wordt uitgesproken als hablao, cansado wordt uitgesproken als cansao, en woorden die eindigen op -ada eindigen in de Andalusische uitspraak op een beklemtoonde a. Deze verkorting wordt zelfs meegenomen in spreekwoorden die iets met Andalusië te maken hebben, zoals: "Si no has visto Graná, no has visto ná" (Als je Granada niet gezien hebt, heb je niets gezien).
Het inslikken van eindlettergrepen komt echter vaker voor, ook een veelvoorkomend woord als para wordt in het Andalusisch uitgesproken als pá. De ch wordt vaker als sj uitgesproken dan als tsj. Ten slotte is de uitspraak van de j (of g voor een e of i) niet zo hard, en gaat de klank meer naar de h toe. Over het algemeen staat het Andalusisch dichter bij het Spaans dat in Zuid-Amerika wordt gesproken dan het standaard Spaans zelf. Een uitzondering vormt daarbij het Argentijns accent.
Het Andalusisch is een levendig dialect; het wordt vaak gebruikt in de vele flamenco-liedjes, die overigens in heel Spanje populair zijn. Het is zelfs te horen geweest op het Eurovisiesongfestival in het jaar 1983, waarbij de Spaans/Andalusische inzending (titel: Quién maneja mi barca) puntloos bleef.